# Station Myszków Mrzygłód
Station Myszków Mrzygłód is een spoorwegstation in de Poolse plaats Myszków.